# Disporella plumosa
Disporella plumosa is een mosdiertjessoort uit de familie van de Lichenoporidae. De wetenschappelijke naam van de soort is voor het eerst geldig gepubliceerd in 1986 door Winston & Hakansson.